# Jessica Jones
Jessica Campbell Jones-Cageconocida profesionalmente como Jessica Jones, es una superheroína ficticia que aparece en los cómics estadounidenses publicados por Marvel Comics. El personaje fue creado por el escritor Brian Michael Bendis y el artista Michael Gaydos, y apareció por primera vez en Alias # 1 (noviembre de 2001), como parte de Marvel's Max, una marca para contenido más maduro. En el contexto del universo compartido de Marvel, Jones es una ex-superheroína que se convierte en la propietaria y única empleada de Alias Private Investigations. Bendis originalmente imaginó la serie centrada en Jessica Drew y solo decidió crear a Jones una vez que notó que el personaje principal tenía una voz distinta y un fondo que la diferenciaba de Drew, aunque decidió ponerle su nombre al personaje en la serie, basándose en que "dos [personas] pueden tener el mismo nombre".
Desde entonces Jones ha protagonizado tres series en curso, Alias, The Pulse y Jessica Jones. Alias corrió para 28 números antes de finalizar en 2004, mientras que The Pulse corrió para 14 números de abril de 2004 a mayo de 2006. Jessica Jones debutó en octubre de 2016. Se convirtió en miembro de los Nuevos Vengadores junto con su esposo, Luke Cage, durante Marvel's 2010 Campaña Heroic Age. Ha utilizado varios alias a lo largo de su historia, incluidos Joya, Knightress y Power Woman. Jessica Jones ha sido descrita como una de las heroínas más notables y poderosas de Marvel.
Krysten Ritter interpreta al personaje en las series de televisión de transmisión del Universo cinematográfico de Marvel, Jessica Jones (2015 - 2019) y The Defenders (2017); ambas producciones de Marvel Television. Ella regresará al papel en la segunda temporada de la serie de Marvel Studios Daredevil: Born Again (2026). Tara Strong le da voz al personaje en los videojuegos Lego Marvel Vengadores, Marvel Heroes y Marvel Ultimate Alliance 3: The Black Order, mientras que Michelle Phan le da voz a una versión vietnamita estadounidense del personaje en el videojuego Marvel Avengers Academy.

## Historia de la publicación
Jessica Jones debutó en la serie de Marvel MAX Alias en noviembre de 2001. El personaje y la serie fueron creados por el escritor Brian Michael Bendis y el artista Michael Gaydos. Alias corrió para 28 números desde 2001 hasta 2004, con la mayoría de las portadas dibujadas por David W. Mack. Después del final de la serie, Jones y otros personajes de la serie pasaron a la serie posterior de Bendis, The Pulse. En una entrevista de 2005, Bendis afirmó:
"Originalmente, Alias iba a protagonizar a Jessica Drew, pero se convirtió en algo completamente distinto. Lo que es bueno, porque si hubiéramos usado a Jessica, habría sido una falta de continuidad y una mala narración". Anteriormente, Bendis comentó: "Al mismo tiempo estaba jugando con Jessica Drew [en Alias] porque tiene el mejor cabello de cualquier superhéroe en cómics, pero este libro es completamente diferente de lo que sería esa idea".
Cuando Bendis estaba desarrollando activamente el título, Jones era su personaje central, uno con un fondo y una voz distintos a los de Drew.
Jessica Jones apareció como un personaje regular en la serie New Avengers 2010-2013, desde el número 1 (agosto de 2010) hasta su número final # 34 (enero de 2013). En un pódcast de Marvel Comics, Bendis expresó su deseo de incorporar a Jones en la impresión de Ultimate Marvel del universo paralelo. En Ultimate Spider-Man # 106, ella aparece en el último año en la escuela de Peter Parker.
Su apellido adoptivo Jones es de origen gales.

## Biografía ficticia del personaje

### Orígenes
Jessica Campbell es una estudiante de Midtown High, la misma escuela que Peter Parker, de quien está enamorada y que estuvo presente cuando es mordido por la araña irradiada, lo que le da poderes radioactivos.
El padre de Jessica recibe boletos para Disney World de parte de Tony Stark. En el camino a casa, su auto choca con un convoy militar que transporta químicos radioactivos. Su familia fueron asesinados, y ella pasa varios meses en coma. Al despertar, fue ingresada en un orfanato y adoptada por la familia Jones. Más tarde, Jessica descubre que su exposición a la radiación le otorgó una gran fuerza, invulnerabilidad limitada y vuelo.
Los padres adoptivos de Jessica la vuelven a inscribir en Midtown High, donde es condenada al ostracismo por sus compañeros de clase, especialmente Flash Thompson. Peter Parker (quien se había convertido en el Spider-Man) siente en Jessica un espíritu afín, alguien que también ha perdido a su familia debido a una circunstancia trágica. Jessica confunde su amable atención por lástima y lo ataca. Más tarde es testigo de una pelea entre Spider-Man y el Hombre de Arena en su escuela, inspirándola a usar sus habilidades para fines positivos.

### Primeros años
Como Jewel, Jones tiene una carrera de superhéroe bastante tranquila hasta que interviene en un disturbio en un restaurante que involucra a Zebediah Killgrave, el Hombre Púrpura. Killgrave usa su poder de control mental para colocar a Jones bajo su mando, torturándola psicológicamente y obligándola a ayudarle en sus planes criminales. Después de que Killgrave la envía a matar a Daredevil en la Mansión de los Vengadores, Jones es rescatada por Carol Danvers, la única Vengadora que realmente la conoce. Jones se somete a una terapia psíquica con Jean Grey de los X-Men, quien coloca un comando mental especial en el subconsciente de Jones para protegerla del control mental. Durante este tiempo, Jones desarrolla una breve relación romántica con el agente de S.H.I.E.L.D., Clay Quartermain.
Debido a la violación traumática de su mente por parte de Killgrave y al hecho de que apenas se notó su desaparición durante ocho meses, Jones, desmoralizada y deprimida, abandona su vida de superheroína disfrazada. Ella adopta brevemente una identidad más oscura como Knightress e interrumpe una reunión criminal entre el Búho y un mafioso, a través del cual se encuentra con su compañero superhéroe Luke Cage. Después de derrotar al Búho, ella y Cage desarrollan una amistad duradera. Dejando de ser superheroína, Jones abre una agencia de detectives privada. La amiga de mucho tiempo, Carol Danvers, establece a Jones con Scott Lang (el segundo Ant-Man), y los dos salen por varios meses. Ella también tiene una aventura intermitente con Cage.
Killgrave, todavía obsesionado con Jones, escapa de la prisión de alta seguridad, pero con las defensas mentales que Grey le dio, Jones rompe su control y luego lo golpea hasta la muerte.
Más tarde, Cage y Jones admiten sus sentimientos mutuos, y después de que ella queda embarazada de una niña, comienzan una relación de compromiso.

### El Pulso y Jóvenes Vengadores
Jones toma un receso del negocio de detectives y se une al personal del Daily Bugle como corresponsal y consultor de superhéroes, convirtiéndose en el personaje principal del cómic El Pulso y colaborador del suplemento ficticio del mismo nombre en elº periódico. Una embarazada Jones es atacada por el Duende Verde después que el Bugle informara que era en secreto el industrial Norman Osborn. En respuesta, Cage toma represalias y Osborn queda irrevocablemente expuesto como el Duende tras su derrota y encarcelamiento.
Jones renuncia a su trabajo con el Bugle después de que el editor J. Jonah Jameson usa el periódico para difamar a los Nuevos Vengadores. Jones y Cage viven juntos cuando da a luz a su hija, a quien llaman Danielle, en honor al mejor amigo de Luke, Danny Rand. Cage y Jones se casan.
Jones aparece como personaje secundario en Young Avengers hasta que la serie termina. Ella regresa en Avengers: The Children's Crusade # 6 en la que ella, Bestia y Hawkeye intentaron calmar la situación entre los Vengadores y los X-Men que estaban peleando por quién iba a castigar a la Bruja Escarlata. Ella ayuda a luchar contra el Doctor Doom y está presente cuando Estatura y Visión son asesinados. Se la ve abrazando a Hulkling en el panel final cuando el Capitán América declara al equipo Vengadores en toda regla.

### "Civil War", "Secret Invasion" y "Dark Reign"
En la historia cruzada de Marvel 2006-2007 " Civil War ", Jones y Cage rechazan la oferta de Iron Man y Ms. Marvel para unirse a la Ley de Registro de Superhumanos (LRSH). Como parte de los Nuevos Vengadores, Jones se trasladó al Sanctum Sanctorum del Doctor Strange, pero después de un ataque con el villano demoníaco Capucha, Jones, sacudida por la experiencia. Desesperada por proteger a su hija, salió de los Nuevos Vengadores y se registra en la LRSH, terminando su relación con Luke Cage por el momento. Jones se encuentra entre los héroes que emergen de la nave Skrull estrellada con su disfraz de Jewel, aunque luego se revela que esa Jones era un Skrull. La verdadera Jessica Jones aparece en Secret Invasion # 7, en la que se une a la lucha de los héroes contra los Skrulls y pudo reunirse con su marido. Después de la rendición de los Skrulls, el Skrull que se hace pasar por Jarvis desaparece con su hija, dejando a Jessica desesperada.
Jessica no sabe que Luke le pidió ayuda a Norman Osborn en su búsqueda de Danielle. Osborn ayudó a Luke a recuperar a Danielle, y Luke le devolvió el bebé a Jessica. Spider-Man se reveló como Peter Parker a los Nuevos Vengadores, dejando a Jones conmocionada al ver que su excompañero de clase es Spider-Man. Luego le cuenta a Peter sobre su antiguo enamoramiento, solo para descubrir que no la reconoció todo este tiempo, y mucho menos recordar su nombre, solo que la recuerda como "Coma Girl", molestándola. Más tarde ayuda a los Vengadores en el rescate de Clint después de ser capturado por Norman Osborn. Jessica revela que se inspiró para convertirse en una superheroína después de presenciar una batalla temprana entre Spider-Man y Hombre de Arena. Peter trata de convencer a Jessica de que vuelva a la vida de un superhéroe, sugiriendo que podría dar un mejor ejemplo a su hija al actuar como un héroe en lugar de simplemente decirle a su hija sobre su antigua carrera.

### 2010-presente
Durante las historias de la campaña de marca "Heroic Age " 2010 de Marvel, Jessica volvió a su identidad de Jewel y se convirtió en miembro de los Nuevos Vengadores cuando el título se relanzó en junio de 2010. Ella y Luke comenzaron a buscar a una niñera, entrevistando personajes presentados de otros cómics ambientados en el Universo Marvel. Finalmente, Chica Ardilla fue elegida como la niñera de Danielle. En New Avengers # 8, Jessica tomó el nombre de Power Woman para honrar a su esposo, Power Man (Luke Cage), y para ser un modelo a seguir para su hija. Sin embargo, después de varios incidentes relacionados con la Sociedad Thule atacando la mansión de los Vengadores, y la amenaza de Norman Osborn, Jessica abandonó el equipo y se escondió, al darse cuenta de que era demasiado peligroso para Danielle permanecer en la Mansión de los Vengadores debido a las numerosas amenazas potenciales.
Más tarde, Jessica apareció como aliada del equipo de Poderosos Vengadores formado por Luke Cage. Jessica y Danielle vivían en el departamento del Gem Theatre, que servía como la base de operaciones del Poderoso Vengador. Más tarde, Luke y ella se enfrentarían con el Superior Spider-Man y sus Spider Robots, quienes le ofrecieron un lugar en un equipo diferente de Vengadores que él dirigiría. Jessica rápidamente encontró una niñera para su hija y se negó antes de darle un puñetazo poderoso a Spider-Man por su amenaza. El grupo fue respaldado más tarde por She-Hulk y ella y Jessica decidieron salir a tomar un café. Jessica y Luke más tarde cambiarían de departamento con un viejo amigo de Luke llamado David Griffiths. Mientras se muda, Jessica habló con Blue Marvel acerca de cómo es criar a un hijo de superhéroes y expresó tanto su apoyo como su enojo ante la decisión de su esposo de iniciar otro equipo de Vengadores.
Durante la historia de "Imperio Secreto", Jessica Jones se convirtió en miembro de los Defensores junto a Daredevil, Iron Fist y Luke Cage. Junto a Cloak y Dagger, el Doctor Strange y Spider-Woman lucharon contra el Ejército del Mal durante el ascenso de Hydra al poder, donde fueron derrotados por Nitro. Jessica Jones y los que estaban con él quedaron atrapados en la cúpula de Darkforce por Blackout cuando sus poderes fueron potenciados por el Barón Helmut Zemo utilizando el Darkhold.
En octubre de 2016, comenzó una nueva serie en curso con el personaje, titulada Jessica Jones. En 2017, se lanzó una nueva serie de Defensores en curso, presentando a Jessica como uno de los personajes principales.
Durante la historia de "Hunt for Wolverine", Jessica Jones y Luke Cage ayudan a Iron Man y Spider-Man a buscar a Wolverine cuando su cuerpo ha desaparecido de su tumba sin nombre, donde asisten a una subasta del inframundo y luchan contra Mr. Siniestro. Después de que terminó la misión, Jessica y Luke aprenden de Tony Stark lo que encontró en la base de datos de Mr. Siniestro cuando les informa que uno de los miembros de X-Men no es un mutante y es un agente durmiente alterado genéticamente.

## Poderes y habilidades
Después de entrar en contacto con productos químicos experimentales y pasar algún tiempo en coma, Jessica emergió con habilidades sobrehumanas. Posee fuerza sobrehumana y durabilidad, además de volar, y puede bloquear el control mental.Demuestra capacidad para levantar un coche de policía de dos toneladas con poco esfuerzo. Su fuerza le ha permitido levantar a un Goliat de tamaño gigante por las fosas nasales y arrojarlo a una corta distancia, romperle la nariz a Atlas y dejar inconsciente a su compañera superheroína Jessica Drew con un solo puñetazo en la cara. Más tarde resistió el puñetazo de un humano que tomaba la hormona de crecimiento mutante, solo sufrió hematomas leves y sangre en la nariz, y pudo recuperarse en unos momentos, después de ser impactada por las explosiones de veneno de Jessica Drew. A pesar de esta resistencia al daño, Jessica sufrió lesiones graves, incluida una columna y un cuello dañados, un desprendimiento de retina y una nariz rota después de ser atacada tanto por Vision como por Iron Man.
El personaje también puede curarse más rápido y más eficazmente que el ritmo normal.
Jessica también puede volar, y si bien pudo volar bastante bien durante sus primeros años como heroína, admitió que su capacidad de volar degeneró cuando ya no era una heroína activa. Desde entonces, ha mostrado una mejor capacidad de vuelo después de unirse a los Nuevos Vengadores.
Después de su terrible experiencia a manos del Hombre Púrpura, Jean Grey de los X-Men le dio a Jessica cierto grado de protección psiónica. Esta protección psiónica fue suficiente para proteger a Jessica contra un segundo ataque del Hombre Púrpura, aunque ella tuvo que "desencadenar" esta resistencia por su cuenta.
Además de sus poderes superhumanos, Jessica es una detective habilidosa y periodista investigadora. Ha tenido además entrenamiento básico en combate cuerpo a cuerpo.

## Otras versiones
Varias versiones de Jessica Jones han aparecido en el multiverso Marvel. En la historia de 2005 "House of M", Jessica aparentemente estaba saliendo con Scott Lang.
En What If, Jones aceptó la oferta de Capitán América para trabajar para S.H.I.E.L.D. Percibiendo que algo andaba mal con Wanda Maximoff (la Bruja Escarlata), alertó a los otros Vengadores, asegurando que los eventos catastróficos representados en Avengers Dissambled y "Casa de M" nunca ocurrirían. Jessica se casó con el Capitán América.
En Ultimate Spider-Man, Jones apareció como un estudiante de último año en la escuela a la que asistió Peter Parker. Ella fue la productora ejecutiva de la red de televisión de la escuela. Más tarde se puso celosa de las habilidades cinematográficas superiores de Mary Jane Watson. Intentó deducir la identidad secreta de Spider-Man para el periódico escolar y pudo haber sospechado de Peter Parker. Más tarde, después de los eventos de Ultimatum, afirmó haber abandonado sus intentos de descubrir quién era Spider-Man y en cambio quería centrarse en su heroísmo.
En Spider-Man Loves Mary Jane, Jessica era estudiante en el instituto de Mary Jane Watson y fue amiga de Mary Jane hasta que se convirtió en gótica. Mary Jane pasó más tiempo con Jessica después de su ruptura con Ned Leeds y se volvió más gótica hasta que Jessica le dijo a Mary Jane que no era ella.
Durante los eventos de "Infinity Wars", Gamora usó las Gemas del Infinito para plegar el universo a la mitad, lo que resultó en la creación de Warp World, donde se combinaron personajes e historias. Jessica Jones se fusionó con Janice Lincoln y se convirtió en la versión de este universo del Escarabajo. También fue el novio de Scott Banner, también conocido como Little Monster (una fusión de Scott Lang y Bruce Banner).
En Spider-Man: Life Story, Jessica salió brevemente con Peter Parker después de su separación con Mary Jane y lo ayudó a localizar al anciano Norman Osborn.

## En otros medios

### Televisión
Jessica Jones aparece en la serie de televisión Netflix de Marvel, interpretada por Krysten Ritter como adulta y por Elizabeth Cappuccino cuando era adolescente.
- Introducida en una serie homónima,[57]esta versión estuvo involucrada en un accidente automovilístico infantil que mató a sus padres y la dejó en coma. Después de que recuperó la conciencia, Jessica fue adoptada por la agente de talentos Dorothy Walker, se hizo amiga de su hermana adoptiva Trish Walker y se graduó de la Escuela de Ciencia y Tecnología Midtown en Queens años antes de que Peter Parker asistiera. Como adulta, Jessica se cruza con Kilgrave y pasa 8 meses bajo su control, liberándose luego que ella matara a la esposa de Luke Cage, Reva Connors, ante las órdenes de Kilgrave.
- Jones aparece en The Defenders,[58]en el que ella y Cage ayudan a fundar el grupo del mismo nombre para combatir a La Mano.
- Está previsto que aparezca en la segunda temporada de Daredevil: Born Again con Ritter retomando su papel.[59]

### Videojuegos
- Jessica Jones aparece en una serie de juegos y videojuegos de Marvel, como Marvel: War of Heroes,[60] Marvel Contest of Champions[61] y Marvel Future Fight. Su aparición en todos ellos se basa en la versión de Netflix.[62]
- Una versión adolescente de Jones aparece en Marvel Avengers Academy, donde Michelle Phan la interpreta. Inicialmente se parece a su contraparte de Netflix, pero gana el disfraz de Jewel una vez que se actualiza.[63][64]
- Jones aparece en Marvel Heroes, donde es interpretada por Mary Elizabeth McGlynn y Tara Strong.[65][66]
- Jones es un personaje jugable en Lego Marvel's Avengers, con la voz de Tara Strong. Esta versión está basada en su variante Jewel. Su misión requiere que el jugador encuentre a Mantis, She-Hulk, Chica Ardilla y Echo, que han solicitado ser una niñera potencial para Danielle.
- Jessica Jones aparece como un personaje jugable en Marvel: Avengers Alliance.[67]
- Jessica Jones aparece como un personaje jugable en Marvel Puzzle Quest.[68]
- La Agencia de detectives de Jessica Jones Alias Investigations se ve en la PlayStation 4, el videojuego de Spider-Man.
- Jessica Jones aparece como un PNJ en Marvel Ultimate Alliance 3: The Black Order.[69]